# As One (película)
As One (en hangul, 코리아; RR: Koria; lit. «Corea») es una película de deportes surcoreana de 2012 dirigida por Moon Hyun-sung y protagonizada por Ha Ji-won y Bae Doona. Es una recreación cinematográfica de la historia del primer equipo deportivo de Corea Unificada de la posguerra, que ganó la medalla de oro por equipos femeninos en el Campeonato Mundial de Tenis de Mesa de 1991 en Chiba, Japón. El argumento se basa en los hechos reales para contar la historia de un equipo que reunió a una nación dividida por primera vez en su dolorosa historia.

## Contexto histórico
Tras el derribo norcoreano del vuelo 858 de Korean Air en 1987, se celebró una cumbre entre Corea del Norte y Corea del Sur para calmar la tensión extrema entre ambos países. La cumbre terminó con el acuerdo de formar rápidamente un equipo deportivo coreano unificado; y el tenis de mesa, muy seguido y de clase mundial en ambos países, fue elegido como el unificador simbólico. Así se constituyó el primer equipo unificado Norte-Sur, denominado sencillamente con el nombre de Corea, para competir en el Campeonato Mundial de Tenis de Mesa de 1991 en Chiba, Japón.
As One relata estos dramáticos eventos en los que dos jugadoras que solo se habían enfrentado en la mesa como oponentes acérrimas deben convertirse repentinamente en verdaderas compañeras de equipo, a tiempo para la gran ocasión del Campeonato Mundial. Dejando a un lado sus ambiciones individuales, estas mujeres tienen que hacer acopio de cada gramo de determinación y talento para derrotar a un equipo chino dominante, que está compitiendo por su noveno título mundial consecutivo.

## Argumento
Pekín, XI Juegos Asiáticos, otoño de 1990. En la competición femenina de tenis de mesa, la norcoreana Ri Bun-hui (Bae Doona) se enfrenta a la surcoreana Hyun Jung-hwa (Ha Ji-won); Bun-hui pierde, pero Jung-hwa es derrotada a su vez por la china Deng Yaping (Kim Jae-hwa), quien se lleva el oro. Seis meses después, en Busan, Jung-hwa está terminando su preparación para el 41.° Campeonato Mundial de Tenis de Mesa, que se llevará a cabo en Chiba, Japón; además de cuidar a su padre en el hospital, está bajo una gran presión local para ganar una medalla de oro esta vez. Justo antes de partir, se anuncia que, tras una cumbre entre Corea del Norte y Corea del Sur, los equipos de ambos países competirán como uno solo, por primera vez, bajo una bandera de unificación coreana de nuevo diseño y con un norcoreano, Jo Nam- poong (Kim Eung-soo), como su principal entrenador. En Chiba estallan disputas y peleas entre los dos bandos, mutuamente recelosos, exacerbados por el joven extremista norteño Choi Kyung-sub (Lee Jong-suk) y el bromista sureño Oh Doo-man (Oh Jung-se). Jung-hwa comparte una habitación con su compañera Choi Yeon-jung (Choi Yoon-young), a quien le gusta Kyung-sub. Bun-hui, por su parte, está con Yu Sun-bok (Han Ye-ri), quien sufre mucho por los nervios de la competencia. Durante las pruebas para el equipo femenino, Sun-bok se desempeña mal y deja el cargo a favor de Jung-hwa por el bien del equipo. Finalmente emparejadas, Jung-hwa y Bun-hui resuelven sus diferencias y comienzan a crearse un vínculo. Mientras entrenan durante 46 días, juego por juego, las dos encuentran una amistad incipiente. Pero a medida que se acerca la final contra el equipo chino, la unidad de los coreanos se ve amenazada desde otra dirección. Cuando los vientos políticos cambian de nuevo y, de repente, se hace un anuncio para disolver el equipo de Corea, las dos jóvenes deben demostrarle a su gente y al mundo que el trabajo en equipo puede eclipsar las sombras oscuras de una historia dolorosa.

## Reparto
- Ha Ji-won como Hyun Jung-hwa.[5]
- Bae Doona como  Ri Bun-hui.[6][7][8]
- Han Ye-ri como  Yu Sun-bok, compañera de cuarto de Bun-hui.
- Choi Yoon-young como Choi Yeon-jung, compañera de cuarto de Jung-hwa.[9]
- Park Chul-min como  Lee Eun-il, entrenador de Corea del Sur.
- Kim Eung-soo como Jo Nam-poong, entrenador norcoreano.
- Oh Jung-se como  Oh Doo-man.
- Lee Jong-suk como  Choi Kyung-sub.[10]
- Park Yeong-seo como  Chu Il-song.
- Kwon Tae-won como Choi, jefe de la delegación.
- Yu Cheong-gwan como Park, jefe del equipo.
- Park Jeong-hak como Jang Myong-guk, jefe de seguridad de Corea del Norte.
- Kim Jae-hwa como Deng Yaping, campeona china.
- Mike Meier como  árbitro en las finales.
- Paul Stafford como  Matthew, locutor del Reino Unido.
- Cha Chung-hwa como  equipo de animadores de Corea.

## Producción
Cuando al director Kim Jee-woon se le ocurrió por primera vez la idea de una película sobre los campeonatos de 1991, la leyenda surcoreana del tenis de mesa y medallista de oro olímpica Hyun Jung-hwa respondió: «¿Por qué no te dirigiste a mí antes?»
Kim estaba originalmente designado para dirigir la películan, pero luego fue reemplazado por Moon Hyun-sung. Moon Hyun-sung comenzó su carrera en 2007 como supervisor de guion para el filme de 2007 May 18 (화려한 휴가) y luego como asistente de dirección en la película de terror Yoga Hakwon. Al hacer su debut cinematográfico con As One, Moon dijo que sentía que era crucial que su propia voz como director no eclipsara el drama de la historia de la vida real, por lo que dejó que se desarrollara con mucha naturalidad. También tomó precauciones adicionales para asegurarse de que los dialectos de Corea del Norte en la película fueran lo más realistas posible. Además del extenuante entrenamiento físico, todos los actores que interpretaron papeles de Corea del Norte recibieron clases de dicción para los acentos de Corea del Norte, donde se perfeccionaron incluso las diferencias sutiles en los acentos regionales, como el acento de Pyongyang de Ri Bun-hui y el acento de Hamgyŏng de Yu Sun-bok.
Debido a que el torneo era un acontecimiento bastante reciente, la producción recibió una ayuda inestimable de muchos de los que realmente estuvieron presentes en el torneo, presenciando el desarrollo de los hechos, y agregando así otra capa de autenticidad a la película. El proyecto se ganó el aprecio de Hyun Jung-hwa y, como reflejo de su entusiasmo, ella y otros jugadores activos en ese momento participaron en todos los aspectos de la producción desde el principio hasta el final, y todos los atletas retirados aprovecharon las sesiones de entrenamiento en el set, con Hyun en particular entrenando personalmente a las dos actrices principales. Además de los árbitros actuales, los árbitros reales que participaron en el torneo de 1991 aparecen en la película para proporcionar acciones y reacciones naturales, así como consultores en el set. Debido a que los actores e incluso los extras fueron tan conscientes de recrear un evento tan conocido, la película captura bien la atmósfera del torneo real.
Aparte del elenco principal, la producción buscó muchos papeles secundarios y extras para jugar tenis de mesa de calidad internacional. Desde los jugadores oficiales de la Asociación Coreana de Tenis de Mesa, donde la verdadera Hyun Jung-hwa era a la sazón Directora Ejecutiva, hasta los jugadores nacionales de tenis de mesa de Hungría y Francia de la época, los mejores atletas aparecieron a lo largo de la película para darle más realismo.
Las actrices comenzaron su formación cuatro meses antes del inicio del rodaje principal. Esta fue la primera vez que Ha Ji-won jugó tenis de mesa, mientras que Bae Doona había jugado un poco en sus días de escuela primaria. Choi Yoon-young, Oh Jung-se y otros miembros del elenco también entrenaron juntos durante un total de siete meses de entrenamiento intensivo. Debido a los esfuerzos de todo el elenco, no hubo dobles para las partidas del torneo.
En el caso de Ha, se había lesionado el tobillo durante el rodaje de Sector 7 y estaba en proceso de recuperación. Sin embargo, se mantuvo al día con un entrenamiento muy intensivo, le gustaban los desafíos físicos de aprender el deporte y recrear una historia real. Ha había sido la primera opción de Hyun para interpretarla, y la actriz observó cuidadosamente el habla y el lenguaje corporal de Hyun durante el entrenamiento, esforzándose por encarnar todos los hábitos y técnicas de juego de Hyun.
Tampoco fue una tarea fácil para Bae, que se entrenó tanto que llegó a perder las uñas de los pies. También tenía la desventaja adicional de interpretar a un personaje zurdo, porque tuvo que reajustarse a un nuevo estilo de juego. Aunque el estilo zurdo de Ri Bun-hui no era muy conocido, Bae quería mantener un alto nivel de autenticidad. A diferencia de las sesiones de capacitación directas de Ha con su contraparte de la vida real, Bae no pudo contactar o reunirse con Ri Bun-hui, y en su lugar tuvo que depender de vídeos y tutoriales.
Los juegos del torneo se filmaron en el estadio cubierto de la Universidad de Andong, donde la ola de calor de julio se multiplicó por el calor de la iluminación, elevando la temperatura a alrededor de 48° en el interior. A pesar de estas condiciones infernales, los actores continuaron su trabajo. Hubo lesiones menores constantes por resbalones y caídas, así como por realizar movimientos difíciles, y los fisioterapeutas tenían que estar preparados en el set en todo momento. Filmar el partido final contra el equipo chino fue la culminación del entrenamiento y la difícil fotografía, lo que hizo que todos los jugadores acabaran llorando realmente.
A pesar del entrenamiento prolongado, los actores solo podían imitar el juego, pero no podían jugar al nivel de los campeones del mundo. Por lo tanto, las escenas de juego de las competiciones se filmaron sin la bola. Más tarde, esta se añadió por ordenador.
Bae y Ha encontraron refrescante interpretar a mujeres fuertes en la película, sin un protagonista masculino a su lado. Bae dijo: «Es muy raro en las películas hoy en día que las actrices puedan contar una historia sobre mujeres, con un reparto lleno de otras actrices. Aunque la película toca temas de una Corea dividida a través de un torneo deportivo, se trata, en última instancia, de la amistad y el amor entre dos mujeres».
Uno de los momentos más conmovedores de la película tiene lugar hacia el final, cuando Hyun le da a Ri un anillo como muestra de amistad mientras Ri se sienta en el autobús que se dirige de regreso a Corea del Norte. En realidad, Hyun dijo que le dio el anillo a Ri, con los nombres de Hyun y Ri grabados en el interior, el último día de su estadía en Japón. «Le dije que quería que me recordara», dijo Hyun. Agregó que después del torneo de 1991, vio a Ri por última vez en 1993, como competidora que representaba a Corea del Norte. «Todavía me siento muy emocionada cuando pienso en ella».

## Taquilla
As One se estrenó en Corea del Sur el 3 de mayo de 2012 y, a pesar de competir con las películas de Hollywood The Avengers y Dark Shadows, fue vista por 1,2 millones de espectadores en los diez días posteriores a su estreno. Finalmente alcanzó un total de 1 872 683 entradas, con una recaudación bruta de 13 448 864 500 wones.
Se llevó a cabo un estreno especial en Chiba el 20 de abril de 2012, como agradecimiento a la comunidad coreana en Japón que apoyó la victoria de Corea en 1991. Un año después, el 20 de abril de 2013, la película también se estrenó en cines en Japón con el título Hana - 46 días milagrosos  a través de Sumomo Co., Ltd. (que distribuyó la película después de que otras cuatro empresas se negaran).

## Premios y nominaciones
| Año  | Premio                       | Categoría               | Candidato      | Resultado | Ref.   |
| ---- | ---------------------------- | ----------------------- | -------------- | --------- | ------ |
| 2012 | 33rd Blue Dragon Film Awards | Mejor actriz revelación | Han Ye-ri      | Nominada  | [ 23 ] |
| 2013 | 49th Baeksang Arts Awards    | Mejor actriz revelación | Han Ye-ri      | Ganadora  | [ 24 ] |
| 2013 | 49th Baeksang Arts Awards    | Mejor director novel    | Moon Hyun-sung | Nominado  |        |